# ロイ・シャイダー
ロイ・リチャード・シャイダー (Roy Richard Scheider, 1932年11月10日 - 2008年2月10日) は、アメリカ合衆国の俳優。『ジョーズ』のブロディ署長、『オール・ザット・ジャズ』のジョー・ギデオン、『フレンチ・コネクション』のロッソ刑事役で良く知られる。最後の出演作は2010年に公開されたスリラー映画『Iron Cross』である。シャイダーは Allmovie において「全てのハリウッド俳優の中で最もユニークであり優れた俳優の一人」と評される。彼は2度のアカデミー賞、1度のゴールデングローブ賞、英国アカデミー賞にノミネートされている。
1984年には日本の「スーパーニッカ」のCMに出演した。

## 生い立ち
ニュージャージー州オレンジで自動車工のロイ・バーンハード・シャイダーとアンナ・シャイダー夫妻の息子として生まれる。母親のアンナはアイルランド系のカトリック教徒であり、父親はドイツ系のプロテスタントの移民であった。幼少時からスポーツに打ち込み、野球やボクシングでその才能を現した。ボクシングでの階級は140ポンドの体重からウェルター級であった。メイプルウッドのコロンビア高校に通い、1985年には同校の栄誉の殿堂入りしている。その後ボクシングから演劇に転向し、ラトガース大学およびフランクリン・アンド・マーシャルカレッジで演劇を学んだ。同校ではファイ・カッパ・サイのメンバーであった。卒業後、空軍に入隊し3年間管制業務を行った後、ニューヨーク・シェークスピア・フェスティバルに出演し、1968年にはオビー賞を受賞している。その後2つのCBS連続ホームドラマ「Love of Life」「The Secret Storm」に出演した。

## 映画俳優としての経歴
映画初出演は1963年のホラー映画『Curse of the Living Corpse』で、『ロイ・R・シャイダー』とクレジットされた。
1971年には『コールガール』と『フレンチ・コネクション』に出演し、『フレンチ・コネクション』ではアカデミー助演男優賞にノミネートされた。
知的なキャラクターで名脇役、悪役として存在感を増していくが、1975年には『ジョーズ』で主演し、大ヒットによって一躍名を高めた。1978年には続編の『ジョーズ2』でも主演した。
1979年にはボブ・フォッシーの自叙伝的映画『オール・ザット・ジャズ』でミュージカル舞台監督のジョー・ギデオン役を演じ、イメージとして定着していたタフ・ガイのステレオタイプを打ち破り、同作でアカデミー主演男優賞にノミネートされる。
90年代以降はいわゆるサイコサスペンスやホラー作品に出演が集中するようになるが、スティーヴン・スピルバーグ制作のテレビシリーズ『シークエスト DSV』では主演を務めている。
2004年、多発性骨髄腫と診断され俳優業を休業して治療に専念、2005年6月に癌治療のため骨髄移植を経験するも、2008年2月10日、4年近くに亘る闘病の末、死去した。75歳没。

## 主な出演作品

### 映画
| 公開年 | 邦題 原題                                                                     | 役名                       | 備考                              | 日本語吹替                                                                         |
| ------ | ----------------------------------------------------------------------------- | -------------------------- | --------------------------------- | ---------------------------------------------------------------------------------- |
| 1968年 | 栄光のタッチダウン Paper Lion                                                 |                            | クレジットなし                    |                                                                                    |
| 1969年 | USAブルース Stiletto                                                          | ベネット                   |                                   |                                                                                    |
| 1969年 | ルーという女 Puzzle of a Downfall Child                                       | マーク                     |                                   |                                                                                    |
| 1971年 | コールガール Klute                                                            | フランク                   |                                   | 家弓家正(NETテレビ版) 中田浩二(TBS版)                                              |
| 1971年 | フレンチ・コネクション The French Connection                                  | バディ・ルッソ             |                                   | 羽佐間道夫(フジテレビ版・LD版)                                                     |
| 1972年 | 影の暗殺者/フランスの陰謀 L'attentat                                          | マイケル・ハワード         |                                   |                                                                                    |
| 1973年 | 重犯罪特捜班/ザ・セブン・アップス The Seven-Ups                               | バディ（セブン・アップス） |                                   | 羽佐間道夫(テレビ朝日版) 家弓家正(TBS版)                                           |
| 1973年 | パリから来た殺し屋 Un homme est mort                                          | レニー                     |                                   |                                                                                    |
| 1975年 | ジョーズ Jaws                                                                 | マーティン・ブロディ       |                                   | 滝田裕介(日本テレビ版) 津嘉山正種(TBS版) 羽佐間道夫(テレビ東京版) 谷口節(ソフト版) |
| 1976年 | マラソンマン Marathon Man                                                     | ヘンリー・リービ（ドク）   |                                   | 羽佐間道夫                                                                         |
| 1977年 | 恐怖の報酬 Wages of Fear                                                      | ドミンゲス                 |                                   | 羽佐間道夫                                                                         |
| 1978年 | ジョーズ2 Jaws 2                                                              | マーティン・ブロディ       |                                   | 滝田裕介(日本テレビ版) 羽佐間道夫(BSテレ東版)                                      |
| 1979年 | オール・ザット・ジャズ All That Jazz                                          | ジョー・ギデオン           |                                   | 野沢那智(テレビ朝日版) 羽佐間道夫(LD版)                                            |
| 1983年 | 殺意の香り Still of the Night                                                 | サム・ライス               |                                   | 羽佐間道夫                                                                         |
| 1983年 | ブルーサンダー Blue Thunder                                                   | フランク・マーフィー       |                                   | 羽佐間道夫(フジテレビ版・テレビ朝日版) 原康義(ソフト版)                            |
| 1983年 | ファイナル・イニング Tiger Town                                               | ビリー・ヤング             | テレビ映画                        |                                                                                    |
| 1984年 | 2010年 2010: The Year We Make Contact                                         | ヘイウッド・R・フロイド    |                                   | 羽佐間道夫(テレビ朝日版) 家弓家正(TBS版)                                           |
| 1985年 | ミシマ:ア・ライフ・イン・フォー・チャプターズ Mishima a life in four chapters | -                          | ナレーター                        |                                                                                    |
| 1986年 | メンズクラブ/真夜中の情事 The Men's Club                                      | キャヴァナー               |                                   |                                                                                    |
| 1986年 | デス・ポイント/非情の罠 52 Pick-Up                                            | ハリー・ミッチェル         |                                   | 羽佐間道夫                                                                         |
| 1987年 | ジョーズ'87 復讐篇 Jaws The Revenge                                           | マーティン・ブロディ       | アーカイブ映像のみ クレジットなし | 滝田裕介(日本テレビ版) 麦人(テレビ朝日版)                                          |
| 1988年 | ジャッカー Cohen and Tate                                                     | コーエン                   |                                   | 羽佐間道夫                                                                         |
| 1989年 | 青春!ケンモント大学 Listen to Me                                              | チャーリー・ニコルズ       |                                   |                                                                                    |
| 1989年 | ナイト・ゲーム/殺意のスタジアム Night Game                                    | マイク                     |                                   | 羽佐間道夫                                                                         |
| 1990年 | 対決 The Fourth War                                                           | ジャック・ノウルズ         |                                   | 小林勝彦(VHS版) 堀勝之祐(テレビ東京版)                                             |
| 1990年 | ロシア・ハウス The Russia House                                               | ラッセル                   |                                   | 沢木郁也                                                                           |
| 1990年 | ウォッチャー Somebody has to Shoot the Picture                                | ポール                     | テレビ映画                        |                                                                                    |
| 1991年 | 裸のランチ Naked Lunch                                                        | ベンウェイ                 |                                   | 寺島幹夫                                                                           |
| 1993年 | 蜘蛛女 Romeo is Bleedings                                                     | ドン・ファルコーネ         |                                   | 江角英明(ソフト版) 家弓家正(テレビ朝日版)                                          |
| 1994年 | ロイ・シャイダー in ワイルドサンダー/炎の追跡 Wild Justice                    | ピーター                   | テレビ映画                        | 羽佐間道夫                                                                         |
| 1997年 | デストラクション 制御不能 The Rage                                            | ジョン・タガート           |                                   | 江角英明                                                                           |
| 1997年 | エグゼクティブ・ターゲット Excecutive Target                                  | カールソン                 |                                   | 秋元羊介(ソフト版) 納谷悟朗(テレビ東京版)                                          |
| 1997年 | 家族という名の他人 The Myth of Fingerprints                                   | ハル                       |                                   |                                                                                    |
| 1997年 | ピースキーパー The Peacekeeper                                                | ロバート・ベイカー         |                                   | 滝田裕介(VHS版) 中村正(テレビ朝日版)                                               |
| 1997年 | レインメーカー The Rainmaker                                                  | ウィルフレッド・キーリー   |                                   | 小島敏彦                                                                           |
| 1998年 | エグゼクティブ・エクスプレス プリズンブレイク Evasive Action                  | エンゾ                     |                                   | 堀勝之祐                                                                           |
| 1998年 | 白い烏 The White Raven                                                        | トム                       |                                   |                                                                                    |
| 1999年 | 偽造 Falling Through                                                          | アール                     |                                   | 有本欽隆                                                                           |
| 1999年 | ザ・ディレクター ［市民ケーン］の真実 RKO 281                                 | ジョージ・シェーファー     | テレビ映画                        | 佐々木梅治                                                                         |
| 2000年 | ラストデイズ Chain of Command                                                 | ジャック・ケイヒル         |                                   | 長克巳                                                                             |
| 2000年 | 死霊の門 The Doorway                                                          | ラモント教授               |                                   | 御友公喜                                                                           |
| 2000年 | デイブレイク Daybreak                                                         | スタン・マーシャル         |                                   | 水内清光                                                                           |
| 2001年 | レッド・ブラスト Time Lapse                                                   | ラ・ノヴァ                 | テレビ映画                        | 有本欽隆                                                                           |
| 2003年 | 逆転法廷 Citizen Verdict                                                      | ブル・テイラー             |                                   |                                                                                    |
| 2003年 | ドラキュリアII 鮮血の狩人 Dracura II: Ascension                               | Cardinal Siqueros          | ビデオ作品                        | 古川伴睦                                                                           |
| 2003年 | レッドデビル KGB VS CIA Red Serpent                                           | ハッサン                   |                                   |                                                                                    |
| 2004年 | パニッシャー The Punisher                                                     | フランク・キャッスルSr．   |                                   | 小山武宏                                                                           |
| 2007年 | タンネンベルク1939 独ソ侵略戦争 The Poet                                      | ラビ                       |                                   |                                                                                    |

### テレビシリーズ
| 放映年          | 邦題 原題                                               | 役名                                                   | 備考                          | 日本語吹替 |
| --------------- | ------------------------------------------------------- | ------------------------------------------------------ | ----------------------------- | ---------- |
| 1993年 - 1995年 | シークエスト SeaQuest DSV                               | ネイサン・ブリッジャー艦長                             | 47エピソード                  | 阪脩       |
| 1999年          | ユニバーサル・トレジャー The Seventh Scroll             | グラント・シラー                                       | ミニシリーズ                  | 小林勝彦   |
| 2002年          | サード・ウォッチ Third Watch                            | ロシアン・マフィアのボス、フィヨードル・チェフチェンコ | 第3、第4シーズンの6エピソード |            |
| 2007年          | LAW & ORDER:犯罪心理捜査班 Law & Order: Criminal Intent |                                                        | 1エピソード                   |            |
| 2007年 - 2009年 | ファミリー・ガイ Family Guy                             | 本人役/ナレーター                                      | 2エピソード 声の出演          |            |

## 参照
1. ↑  Roy Scheider at Allmovie
2. ↑  for Roy Scheider at IMDB
3. ↑  Kehr, David (2008年2月10日). “Roy Scheider, Actor in "Jaws", Dies at 75”.   New York Times. 2008年2月10日閲覧。
4. ↑  “Roy Scheider”.  The Daily Telegraph (2008年2月11日). 2009年7月27日閲覧。
5. ↑  Kachmar, Diane C. (2002). Roy Scheider: A Film Biography. McFarland. pp. 5. ISBN 0786412011
6. ↑  “『ジョーズ』のロイ・シャイダー、死去”. シネマトゥデイ. (2008年2月12日) 2013年3月8日閲覧。